# HTC J Butterfly
HTC J Butterfly, HTC Droid – smartfon zaprojektowany i rozwijany przez tajwańską firmę HTC, następca HTC J. Zaprezentowany został 17 października 2012 roku przez japońskiego dostawcę KDDI, oficjalna premiera miała miejsce w Japonii 9 grudnia 2012. Jest to drugi na świecie telefon z wyświetlaczem o rozdzielczości 1080p, po modelu Oppo's Find 5.
Telefon jest wyposażony w system operacyjny android w wersji 4.1 Jelly Bean oraz posiada czterordzeniowy procesor o taktowaniu 1,5 GHz, pamięć RAM 2 GB, baterię o pojemności 2,020 mAh oraz kamerę 8 megapikseli. Telefon J Butterfly został także wyposażony w 5 calowy wodoszczelny wyświetlacz Super LCD 3 w rozdzielczości 1920 × 1080 pikseli – Full HD, zapewniający gęstość pikseli na poziomie 440 ppi, co jest wyższą wartością niż dotychczasowy rekordzista, wyświetlacz Retina IPhone'a 5 – 326 ppi i Nokia Lumia 920 – 332 ppi. Dla porównania Samsung Galaxy S III posiada 306 ppi. Wyświetlacz został wyprodukowany przez firmę Sharp oraz Japan Display Inc.
Istnieje również odmiana telefonu o nazwie HTC Droid w sieci Verizon w Stanach Zjednoczonych w cenie 200 $.